# Eleições autárquicas portuguesas de 2005 no distrito de Coimbra
| Eleições autárquicas portuguesas de 2005 Distritos: Aveiro \| Beja \| Braga \| Bragança \| Castelo Branco \| Coimbra \| Évora \| Faro \| Guarda \| Leiria \| Lisboa \| Portalegre \| Porto \| Santarém \| Setúbal \| Viana do Castelo \| Vila Real \| Viseu \| Açores \| Madeira |

## Resultados por Concelho
Os resultados nos Concelhos do Distrito de Coimbra foram os seguintes:

### Arganil
| Partido                 | Partido                        | Votos  | %               | +/-     | Vereadores | +/-     |
| ----------------------- | ------------------------------ | ------ | --------------- | ------- | ---------- | ------- |
|                         | Partido Social Democrata       | 4 627  | 55,77 / 100,00  | 14,49   | 4 / 7      | 1       |
|                         | Partido Socialista             | 3 003  | 36,20 / 100,00  | 10,89   | 3 / 7      | 1       |
|                         | Coligação Democrática Unitária | 282    | 3,40 / 100,00   | Estável | 0 / 7      | Estável |
|                         | Partido Popular                | 72     | 0,87 / 100,00   | 1,90    | 0 / 7      | Estável |
| Votos Inválidos         | Votos Inválidos                | 312    | 3,77 / 100,00   | 1,69    |            |         |
| Total                   | Total                          | 8 296  | 100,00 / 100,00 |         | 7 / 7      |         |
| Eleitorado/Participação | Eleitorado/Participação        | 11 889 | 69,78 / 100,00  | 2,40    |            |         |

### Cantanhede
| Partido                 | Partido                        | Votos  | %               | +/-   | Vereadores | +/-     |
| ----------------------- | ------------------------------ | ------ | --------------- | ----- | ---------- | ------- |
|                         | Partido Social Democrata       | 12 184 | 55,53 / 100,00  | 9,22  | 4 / 7      | 1       |
|                         | Partido Socialista             | 8 427  | 38,41 / 100,00  | 11,14 | 3 / 7      | 1       |
|                         | Coligação Democrática Unitária | 310    | 1,41 / 100,00   | 0,91  | 0 / 7      | Estável |
|                         | Partido Popular                | 296    | 1,35 / 100,00   | 1,00  | 0 / 7      | Estável |
| Votos Inválidos         | Votos Inválidos                | 723    | 3,29 / 100,00   | 0,02  |            |         |
| Total                   | Total                          | 21 940 | 100,00 / 100,00 |       | 7 / 7      |         |
| Eleitorado/Participação | Eleitorado/Participação        | 33 698 | 65,11 / 100,00  | 1,60  |            |         |

### Coimbra
| Partido                 | Partido                        | Votos   | %               | +/-  | Vereadores | +/-     |
| ----------------------- | ------------------------------ | ------- | --------------- | ---- | ---------- | ------- |
|                         | PSD-CDS-PPM                    | 31 752  | 44,78 / 100,00  | 6,02 | 6 / 11     | Estável |
|                         | Partido Socialista             | 21 091  | 29,74 / 100,00  | 0,09 | 4 / 11     | Estável |
|                         | Coligação Democrática Unitária | 9 538   | 13,45 / 100,00  | 0,71 | 1 / 11     | Estável |
|                         | Bloco de Esquerda              | 3 677   | 5,19 / 100,00   | 3,35 | 0 / 11     | Estável |
|                         | PCTP/MRPP                      | 710     | 1,00 / 100,00   | 0,22 | 0 / 11     | Estável |
|                         | Partido Humanista              | 163     | 0,23 / 100,00   | 0,11 | 0 / 11     | Estável |
| Votos Inválidos         | Votos Inválidos                | 3 982   | 5,61 / 100,00   | 1,94 |            |         |
| Total                   | Total                          | 70 913  | 100,00 / 100,00 |      | 11 / 11    |         |
| Eleitorado/Participação | Eleitorado/Participação        | 123 721 | 57,32 / 100,00  | 2,90 |            |         |

### Condeixa-a-Nova
| Partido                 | Partido                        | Votos  | %               | +/-  | Vereadores | +/-     |
| ----------------------- | ------------------------------ | ------ | --------------- | ---- | ---------- | ------- |
|                         | Partido Socialista             | 3 837  | 51,97 / 100,00  | 4,76 | 4 / 7      | Estável |
|                         | Partido Social Democrata       | 2 586  | 35,03 / 100,00  | 3,24 | 3 / 7      | Estável |
|                         | Coligação Democrática Unitária | 615    | 8,33 / 100,00   | 2,11 | 0 / 7      | Estável |
| Votos Inválidos         | Votos Inválidos                | 345    | 4,67 / 100,00   | 0,60 |            |         |
| Total                   | Total                          | 7 383  | 100,00 / 100,00 |      | 7 / 7      |         |
| Eleitorado/Participação | Eleitorado/Participação        | 11 384 | 64,85 / 100,00  | 1,48 |            |         |

### Figueira da Foz
| Partido                 | Partido                        | Votos  | %               | +/-  | Vereadores | +/-     |
| ----------------------- | ------------------------------ | ------ | --------------- | ---- | ---------- | ------- |
|                         | Partido Social Democrata       | 15 428 | 47,93 / 100,00  | 3,75 | 5 / 9      | 1       |
|                         | Partido Socialista             | 10 666 | 33,14 / 100,00  | 0,48 | 4 / 9      | 1       |
|                         | Coligação Democrática Unitária | 2 623  | 8,15 / 100,00   | 0,75 | 0 / 9      | Estável |
|                         | Bloco de Esquerda              | 980    | 3,04 / 100,00   | -    | 0 / 9      | -       |
|                         | Partido Popular                | 542    | 1,68 / 100,00   | 1,74 | 0 / 9      | Estável |
| Votos Inválidos         | Votos Inválidos                | 1 949  | 6,06 / 100,00   | 2,17 |            |         |
| Total                   | Total                          | 32 188 | 100,00 / 100,00 |      | 9 / 9      |         |
| Eleitorado/Participação | Eleitorado/Participação        | 55 963 | 57,52 / 100,00  | 1,72 |            |         |

### Góis
| Partido                 | Partido                        | Votos | %               | +/-  | Vereadores | +/-     |
| ----------------------- | ------------------------------ | ----- | --------------- | ---- | ---------- | ------- |
|                         | Partido Socialista             | 1 656 | 55,16 / 100,00  | 1,03 | 3 / 5      | Estável |
|                         | Partido Social Democrata       | 1 089 | 36,28 / 100,00  | 0,70 | 2 / 5      | Estável |
|                         | Coligação Democrática Unitária | 65    | 2,17 / 100,00   | 0,27 | 0 / 5      | Estável |
|                         | Partido Popular                | 31    | 1,03 / 100,00   | 0,05 | 0 / 5      | Estável |
| Votos Inválidos         | Votos Inválidos                | 161   | 5,36 / 100,00   | 1,40 |            |         |
| Total                   | Total                          | 3 002 | 100,00 / 100,00 |      | 5 / 5      |         |
| Eleitorado/Participação | Eleitorado/Participação        | 4 334 | 69,27 / 100,00  | 3,20 |            |         |

### Lousã
| Partido                 | Partido                        | Votos  | %               | +/-   | Vereadores | +/-     |
| ----------------------- | ------------------------------ | ------ | --------------- | ----- | ---------- | ------- |
|                         | Partido Socialista             | 4 815  | 55,75 / 100,00  | 10,99 | 5 / 7      | 1       |
|                         | Partido Social Democrata       | 2 780  | 32,19 / 100,00  | 13,53 | 2 / 7      | 1       |
|                         | Coligação Democrática Unitária | 281    | 3,25 / 100,00   | 0,13  | 0 / 7      | Estável |
|                         | Bloco de Esquerda              | 261    | 3,02 / 100,00   | 0,84  | 0 / 7      | Estável |
|                         | Partido Popular                | 114    | 1,32 / 100,00   | 3,38  | 0 / 7      | Estável |
| Votos Inválidos         | Votos Inválidos                | 386    | 4,47 / 100,00   | 0,13  |            |         |
| Total                   | Total                          | 8 637  | 100,00 / 100,00 |       | 7 / 7      |         |
| Eleitorado/Participação | Eleitorado/Participação        | 13 463 | 64,15 / 100,00  | 0,47  |            |         |

### Mira
| Partido                 | Partido                        | Votos  | %               | +/-   | Vereadores | +/-     |
| ----------------------- | ------------------------------ | ------ | --------------- | ----- | ---------- | ------- |
|                         | Partido Socialista             | 3 837  | 46,60 / 100,00  | 2,60  | 4 / 7      | 1       |
|                         | Partido Social Democrata       | 3 404  | 41,34 / 100,00  | 10,16 | 3 / 7      | 1       |
|                         | Movimento Rumo ao Futuro       | 465    | 5,65 / 100,00   | Novo  | 0 / 7      | Novo    |
|                         | Partido Popular                | 144    | 1,75 / 100,00   | 0,70  | 0 / 7      | Estável |
|                         | Coligação Democrática Unitária | 76     | 0,92 / 100,00   | 0,39  | 0 / 7      | Estável |
| Votos Inválidos         | Votos Inválidos                | 308    | 3,74 / 100,00   | 0,82  |            |         |
| Total                   | Total                          | 8 234  | 100,00 / 100,00 |       | 7 / 7      |         |
| Eleitorado/Participação | Eleitorado/Participação        | 11 962 | 68,83 / 100,00  | 1,62  |            |         |

### Miranda do Corvo
| Partido                 | Partido                        | Votos  | %               | +/-  | Vereadores | +/-     |
| ----------------------- | ------------------------------ | ------ | --------------- | ---- | ---------- | ------- |
|                         | PSD-CDS                        | 3 816  | 51,48 / 100,00  | -    | 4 / 7      | -       |
|                         | Partido Socialista             | 3 067  | 41,38 / 100,00  | 1,93 | 3 / 7      | Estável |
|                         | Coligação Democrática Unitária | 198    | 2,67 / 100,00   | 2,60 | 0 / 7      | Estável |
|                         | Bloco de Esquerda              | 108    | 1,46 / 100,00   | -    | 0 / 7      | -       |
| Votos Inválidos         | Votos Inválidos                | 223    | 3,01 / 100,00   | 0,70 |            |         |
| Total                   | Total                          | 7 412  | 100,00 / 100,00 |      | 7 / 7      |         |
| Eleitorado/Participação | Eleitorado/Participação        | 10 591 | 69,98 / 100,00  | 1,81 |            |         |

### Montemor-o-Velho
| Partido                 | Partido                        | Votos  | %               | +/-  | Vereadores | +/-     |
| ----------------------- | ------------------------------ | ------ | --------------- | ---- | ---------- | ------- |
|                         | PSD-CDS                        | 8 995  | 59,81 / 100,00  | 8,13 | 5 / 7      | 1       |
|                         | Partido Socialista             | 4 855  | 32,28 / 100,00  | 4,40 | 2 / 7      | 1       |
|                         | Coligação Democrática Unitária | 655    | 4,36 / 100,00   | 1,95 | 0 / 7      | Estável |
| Votos Inválidos         | Votos Inválidos                | 534    | 3,55 / 100,00   | 0,22 |            |         |
| Total                   | Total                          | 15 039 | 100,00 / 100,00 |      | 7 / 7      |         |
| Eleitorado/Participação | Eleitorado/Participação        | 21 959 | 68,49 / 100,00  | 0,56 |            |         |

### Oliveira do Hospital
| Partido                 | Partido                        | Votos  | %               | +/-  | Vereadores | +/-     |
| ----------------------- | ------------------------------ | ------ | --------------- | ---- | ---------- | ------- |
|                         | Partido Social Democrata       | 7 187  | 53,47 / 100,00  | 4,14 | 4 / 7      | Estável |
|                         | Partido Socialista             | 4 614  | 34,33 / 100,00  | 1,73 | 3 / 7      | Estável |
|                         | Coligação Democrática Unitária | 640    | 4,76 / 100,00   | 2,61 | 0 / 7      | Estável |
|                         | Partido Popular                | 497    | 3,70 / 100,00   | 5,30 | 0 / 7      | Estável |
| Votos Inválidos         | Votos Inválidos                | 504    | 3,75 / 100,00   | 0,28 |            |         |
| Total                   | Total                          | 13 442 | 100,00 / 100,00 |      | 7 / 7      |         |
| Eleitorado/Participação | Eleitorado/Participação        | 19 433 | 69,17 / 100,00  | 2,67 |            |         |

### Pampilhosa da Serra
| Partido                 | Partido                        | Votos | %               | +/-   | Vereadores | +/-     |
| ----------------------- | ------------------------------ | ----- | --------------- | ----- | ---------- | ------- |
|                         | Partido Social Democrata       | 2 293 | 64,57 / 100,00  | 8,21  | 4 / 5      | Estável |
|                         | Partido Socialista             | 1 097 | 30,89 / 100,00  | 10,27 | 1 / 5      | Estável |
|                         | Coligação Democrática Unitária | 49    | 1,38 / 100,00   | 0,90  | 0 / 5      | Estável |
| Votos Inválidos         | Votos Inválidos                | 112   | 3,15 / 100,00   | 1,17  |            |         |
| Total                   | Total                          | 3 551 | 100,00 / 100,00 |       | 5 / 5      |         |
| Eleitorado/Participação | Eleitorado/Participação        | 5 026 | 70,65 / 100,00  | 0,55  |            |         |

### Penacova
| Partido                 | Partido                        | Votos  | %               | +/-  | Vereadores | +/-     |
| ----------------------- | ------------------------------ | ------ | --------------- | ---- | ---------- | ------- |
|                         | Partido Social Democrata       | 5 292  | 56,17 / 100,00  | 2,48 | 5 / 7      | 1       |
|                         | Partido Socialista             | 2 640  | 28,02 / 100,00  | 5,61 | 2 / 7      | 1       |
|                         | Coligação Democrática Unitária | 969    | 10,29 / 100,00  | 3,15 | 0 / 7      | Estável |
|                         | Partido Popular                | 181    | 1,92 / 100,00   | 0,34 | 0 / 7      | Estável |
| Votos Inválidos         | Votos Inválidos                | 339    | 3,60 / 100,00   | 0,33 |            |         |
| Total                   | Total                          | 9 421  | 100,00 / 100,00 |      | 7 / 7      |         |
| Eleitorado/Participação | Eleitorado/Participação        | 14 392 | 65,46 / 100,00  | 0,52 |            |         |

### Penela
| Partido                 | Partido                        | Votos | %               | +/-  | Vereadores | +/-     |
| ----------------------- | ------------------------------ | ----- | --------------- | ---- | ---------- | ------- |
|                         | Partido Social Democrata       | 2 031 | 50,88 / 100,00  | 1,90 | 3 / 5      | Estável |
|                         | Partido Socialista             | 1 712 | 42,89 / 100,00  | 1,96 | 2 / 5      | Estável |
|                         | Partido Popular                | 55    | 1,38 / 100,00   | 0,51 | 0 / 5      | Estável |
|                         | Coligação Democrática Unitária | 53    | 1,33 / 100,00   | 0,70 | 0 / 5      | Estável |
| Votos Inválidos         | Votos Inválidos                | 141   | 3,53 / 100,00   | 0,24 |            |         |
| Total                   | Total                          | 3 992 | 100,00 / 100,00 |      | 5 / 5      |         |
| Eleitorado/Participação | Eleitorado/Participação        | 5 558 | 71,82 / 100,00  | 0,60 |            |         |

### Soure
| Partido                 | Partido                        | Votos  | %               | +/-   | Vereadores | +/-     |
| ----------------------- | ------------------------------ | ------ | --------------- | ----- | ---------- | ------- |
|                         | Partido Socialista             | 5 581  | 45,05 / 100,00  | 21,62 | 3 / 7      | 1       |
|                         | Partido Social Democrata       | 4 592  | 37,07 / 100,00  | 24,76 | 3 / 7      | 2       |
|                         | Coligação Democrática Unitária | 1 427  | 11,52 / 100,00  | 5,14  | 1 / 7      | 1       |
|                         | Partido Popular                | 150    | 1,21 / 100,00   | 3,22  | 0 / 7      | Estável |
| Votos Inválidos         | Votos Inválidos                | 639    | 5,16 / 100,00   | 1,23  |            |         |
| Total                   | Total                          | 12 389 | 100,00 / 100,00 |       | 7 / 7      |         |
| Eleitorado/Participação | Eleitorado/Participação        | 18 474 | 67,06 / 100,00  | 2,76  |            |         |

### Tábua
| Partido                 | Partido                        | Votos  | %               | +/-  | Vereadores | +/-     |
| ----------------------- | ------------------------------ | ------ | --------------- | ---- | ---------- | ------- |
|                         | Partido Socialista             | 3 695  | 47,18 / 100,00  | 4,39 | 4 / 7      | Estável |
|                         | Partido Social Democrata       | 3 541  | 45,21 / 100,00  | 1,81 | 3 / 7      | Estável |
|                         | Partido Popular                | 204    | 2,60 / 100,00   | -    | 0 / 7      | -       |
|                         | Coligação Democrática Unitária | 127    | 1,62 / 100,00   | 0,18 | 0 / 7      | Estável |
| Votos Inválidos         | Votos Inválidos                | 265    | 3,38 / 100,00   | 0,15 |            |         |
| Total                   | Total                          | 7 832  | 100,00 / 100,00 |      | 7 / 7      |         |
| Eleitorado/Participação | Eleitorado/Participação        | 10 510 | 74,52 / 100,00  | 2,09 |            |         |

### Vila Nova de Poiares
| Partido                 | Partido                        | Votos | %               | +/-  | Vereadores | +/-     |
| ----------------------- | ------------------------------ | ----- | --------------- | ---- | ---------- | ------- |
|                         | Partido Social Democrata       | 2 129 | 53,74 / 100,00  | 6,89 | 3 / 5      | Estável |
|                         | Partido Socialista             | 1 495 | 37,73 / 100,00  | 5,26 | 2 / 5      | Estável |
|                         | Coligação Democrática Unitária | 69    | 1,74 / 100,00   | 0,28 | 0 / 5      | Estável |
|                         | Partido Popular                | 67    | 1,69 / 100,00   | 0,71 | 0 / 5      | Estável |
| Votos Inválidos         | Votos Inválidos                | 202   | 5,10 / 100,00   | 1,26 |            |         |
| Total                   | Total                          | 3 962 | 100,00 / 100,00 |      | 5 / 5      |         |
| Eleitorado/Participação | Eleitorado/Participação        | 5 874 | 67,45 / 100,00  | 1,46 |            |         |